# Orazio (serie televisiva)
Orazio è stata una sitcom italiana prodotta in tre stagioni.

## Trama
La sitcom racconta le vicende della famiglia del presentatore-giornalista Orazio, interpretato da Maurizio Costanzo, per la prima volta nell'insolita veste di attore, composta dalla moglie Anna Maria (interpretata dall'allora compagna di Costanzo, Simona Izzo, poi sostituita nella seconda stagione da Emanuela Giordano, quando il rapporto tra Costanzo e la Izzo si concluse, anche se poi quest'ultima riprese il ruolo nella terza stagione), dai figli Simone (Michael Sebasti) e Chiara (Francesca Rinaldi), mentre nella terza stagione fece la sua comparsa Alessia Fabiani nel ruolo di Carlotta, figlia adottiva di Orazio ed Anna Maria. Nella sitcom gravitavano altri personaggi come la vicina di casa Cinzia (Luciana Negrini) e i suoceri di Orazio, interpretati da Angiolina Quinterno e Tullio Valli.
La serie, che andava in onda all'interno del contenitore pomeridiano Buona Domenica, condotto dallo stesso Costanzo con Corrado, vinse il Telegatto come migliore sceneggiatura originale dell'anno, scritta da Lidia Ravera, Franco Verrucci e Paolo Pietrangeli.

## Episodi
| Stagione         | Episodi | Prima TV  |
| ---------------- | ------- | --------- |
| Prima stagione   | 20      | 1985      |
| Seconda stagione | 32      | 1985-1986 |
| Terza stagione   | 20      | 1986-1987 |